# ساب‌وی

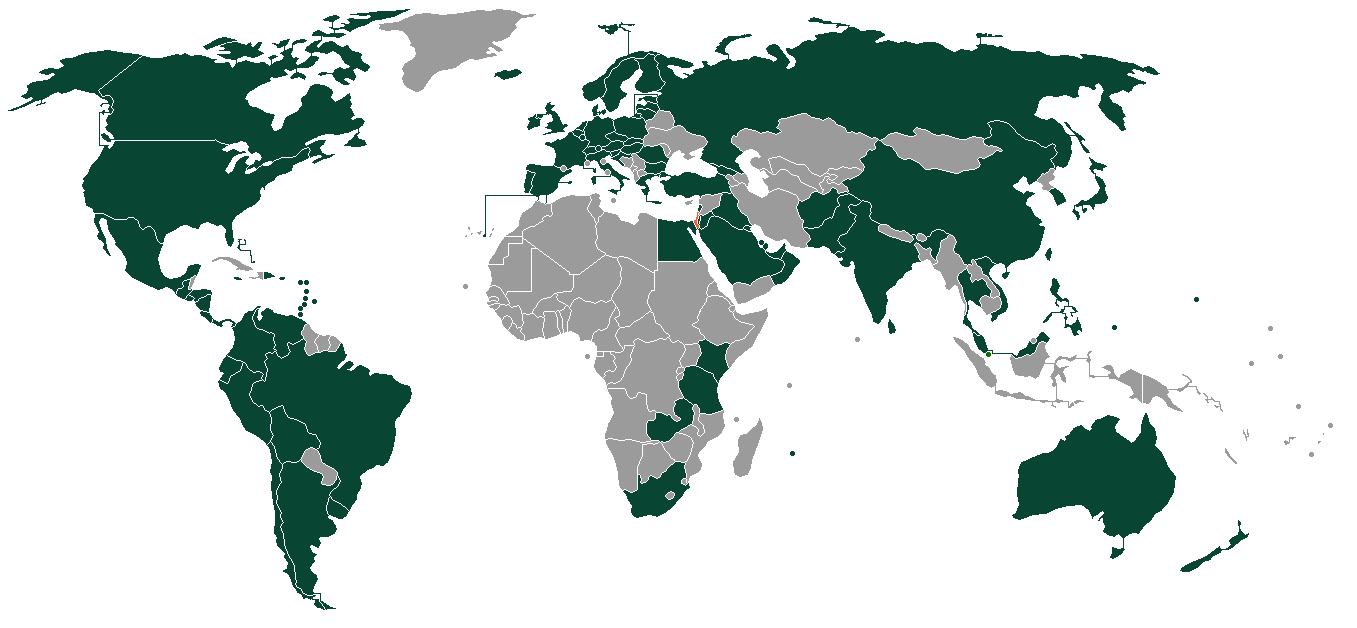
کشورهایی که ساب‌وی در آن‌ها شعبه دارد

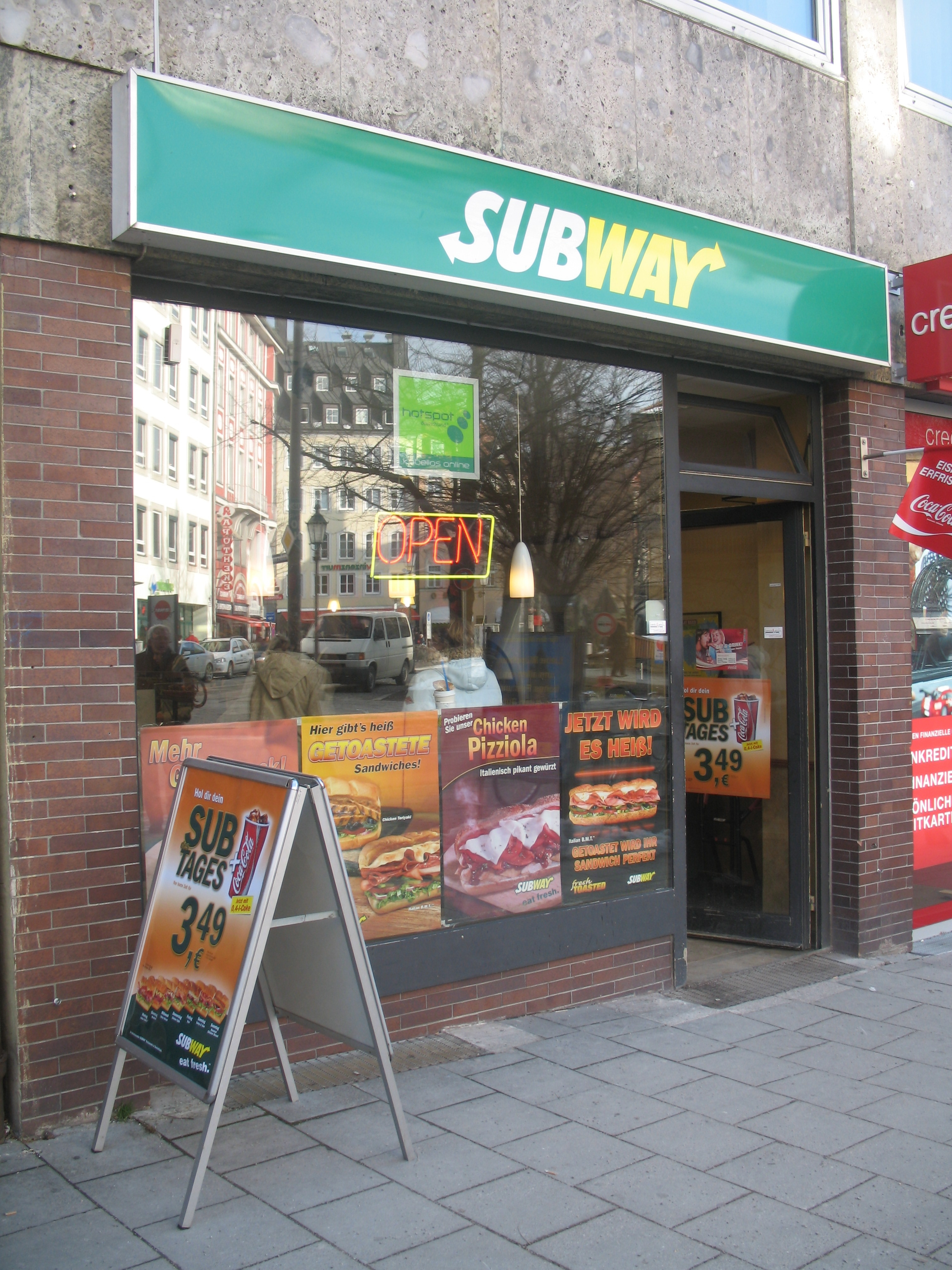
یک شعبه از غذاخوری ساب‌وی در مونیخ

ساب‌وی (به انگلیسی: Subway) شرکت غذاخوری آمریکایی است، که در زمینه مدیریت بر مجموعه‌ای از رستوران‌های زنجیره‌ای فعالیت می‌کند. رستوران‌های زنجیره‌ای ساب‌وی در سال ۱۹۶۵ توسط فرد دلوکا تأسیس شد و هم‌اکنون مالک شبکه‌ای از ۴۴٬۸۳۴ شعبه در ۱۱۲ کشور می‌باشد و بعنوان بزرگترین رستوران زنجیره‌ای جهان شناخته می‌شود.